# 무쓰시
무쓰시(일본어: むつ市, 문화어: 무쯔시)는 일본 아오모리현 동북부 시모키타 지방에 있는 시이다.
시모키타반도에 위치하고 무쓰만과 쓰가루 해협에 접하는 혼슈 최북단의 시이다. 2005년의 시정촌 합병으로 아오모리현 총 면적의 약 11%를 차지하는 현내에서 가장 큰 면적의 자치체가 되었다. 1960년에 오미나토타나부시(大湊田名部市)에서 현재의 무쓰시로 개칭하였고 일본에서는 첫 가나 지명을 사용한 시이다. 시모키타 지방의 핵심 도시이며 주변 자치체까지 퍼져 있는 인구 약 75,000명의 무쓰 도시권을 형성하고 있다. 또 인구가 감소 경향에 있지만 구 오하타정, 구 가와우치정, 구 와키노사와촌의 인구 감소가 주요하고 구 무쓰시의 인구는 거의 제자리 상태이다.
일본의 만화가 후지사키 류, 영화배우 마쓰야마 겐이치의 고향이다.

## 인구
| 연도 | 인구   | ±% p.a. |
| ---- | ------ | ------- |
| 1920 | 34,129 | —       |
| 1930 | 37,006 | +0.81%  |
| 1940 | 45,887 | +2.17%  |
| 1950 | 62,918 | +3.21%  |
| 1960 | 65,880 | +0.46%  |
| 1970 | 66,447 | +0.09%  |

| 연도 | 인구   | ±% p.a. |
| ---- | ------ | ------- |
| 1980 | 71,567 | +0.75%  |
| 1990 | 68,637 | −0.42%  |
| 2000 | 67,022 | −0.24%  |
| 2010 | 61,053 | −0.93%  |
| 2020 | 56,244 | −0.82%  |

|  | 이 그래프는 더 이상 지원되지 않는 레거시 그래프 확장 기능을 사용하고 있습니다. 새로운 차트 확장 기능으로 변환해야 합니다. |

|                                            | |
| 무쓰시의 전국의 연령별 인구 분포（2005년） | 무쓰시의 연령·남녀별 인구 분포（2005년）                                                                                  |
| ■자주색 ― 무쓰시 ■녹색 ― 일본전국          | ■파랑색 ― 남자 ■빨간색 ― 여자                                                                                             |
| · 무쓰시（에 해당되는 지역）의 인구추이    | |
| 일본 총무성 통계국 국세조사 결과           | |
|                                            | 이 그래프는 더 이상 지원되지 않는 레거시 그래프 확장 기능을 사용하고 있습니다. 새로운 차트 확장 기능으로 변환해야 합니다. |

## 지리
아오모리현 북동부의 시모키타반도에 위치한다. 혼슈 최북단에 위치한 시로, 남쪽은 무쓰만, 북쪽은 쓰가루 해협과 접해 2면의 바다를 가지는 지형이다. 시 중앙부에는 가마후세산(해발 879m)을 주봉우리로 하는 오소레잔 산지가 늘어서 있고 오소레산에는 우소리호라는 칼데라호가 있다. 동남부에는 시모키타 구릉이 늘어선다.
다나부, 오히라, 오미나토에 인구가 집중하고 있다. 무쓰시의 중심지인 다나부에는 시모키타 구릉에서 발원하는 다나부강이 흘러 유역에는 비옥한 다나부평야가 펼쳐진다. 오미나토는 가마후세산 기슭에 위치하고 물결이 온화한 오미나토만과 접한다. 오미나토만 내에는 아시곶으로 불리는 사주가 있고 사주의 내부는 아시자키만으로 불리며 천연의 항만을 이루고 있다.

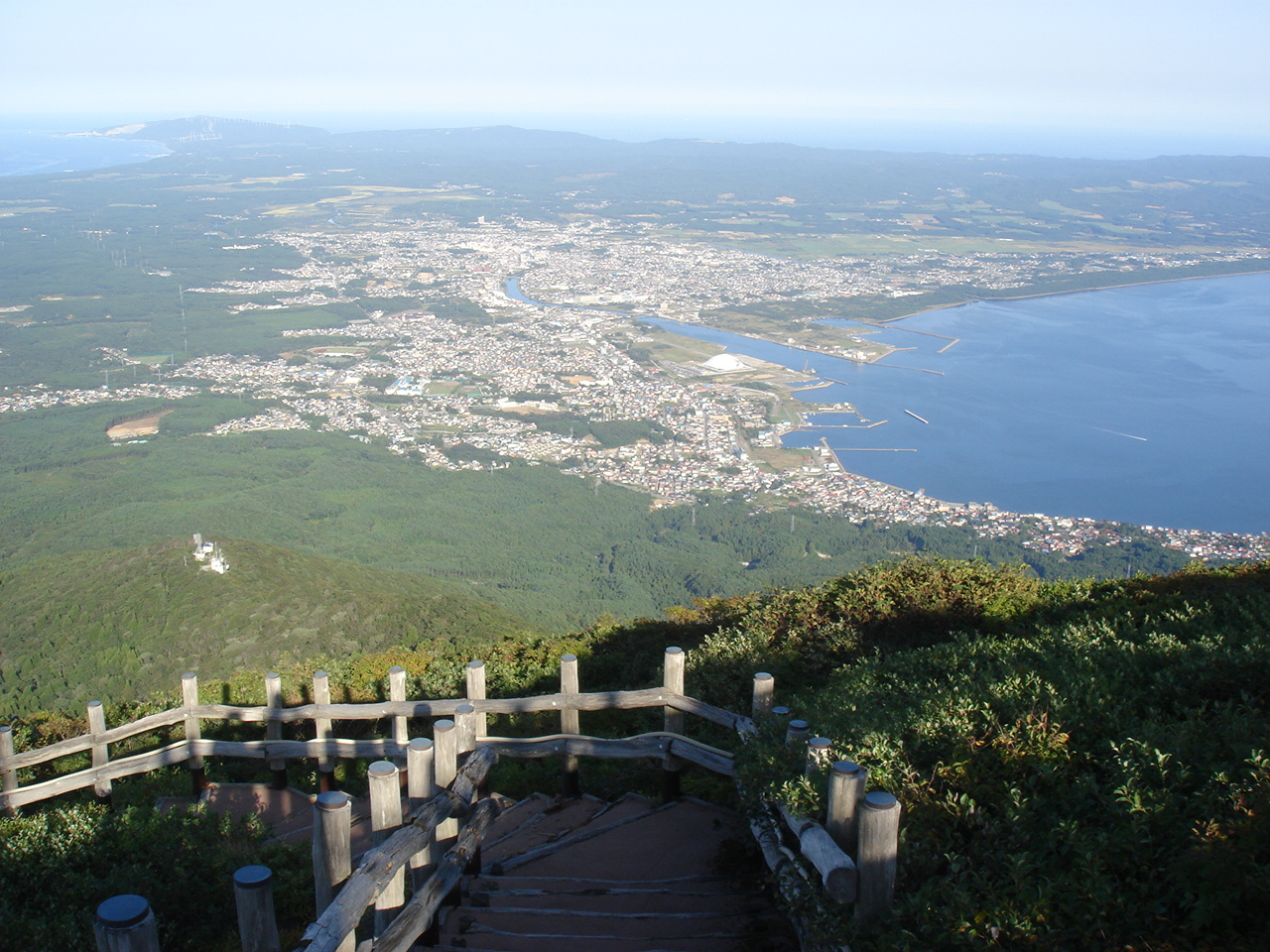
가마후세산에서 내려다 본 무쓰시

### 기후
냉량한 기후이다. 또 12월 상순부터 3월 하순까지 눈으로 덮인다. 동해측 기후이지만 여름은 북동풍의 영향 등으로 시원해 지내기 좋으며 겨울에는 많은 눈은 내리지 않는다. 그 때문에 생활하기에 편한 기후이다. 혼슈에서 상대적으로 추운 기후에 속하지만 1994년에는 34.2도로 오키나와보다 기온이 높았으며 1984년 2월에는 -22.4도를 기록했다.
| 무쓰시의 기후                                                | 무쓰시의 기후 | 무쓰시의 기후 | 무쓰시의 기후 | 무쓰시의 기후 | 무쓰시의 기후 | 무쓰시의 기후 | 무쓰시의 기후 | 무쓰시의 기후 | 무쓰시의 기후 | 무쓰시의 기후 | 무쓰시의 기후 | 무쓰시의 기후 | 무쓰시의 기후   |
| 월                                                           | 1월           | 2월           | 3월           | 4월           | 5월           | 6월           | 7월           | 8월           | 9월           | 10월          | 11월          | 12월          | 연간            |
| ------------------------------------------------------------ | ------------- | ------------- | ------------- | ------------- | ------------- | ------------- | ------------- | ------------- | ------------- | ------------- | ------------- | ------------- | --------------- |
| 역대 최고 기온 °C (°F)                                       | 10.9 (51.6)   | 13.8 (56.8)   | 19.2 (66.6)   | 26.8 (80.2)   | 31.0 (87.8)   | 30.3 (86.5)   | 34.7 (94.5)   | 35.3 (95.5)   | 33.5 (92.3)   | 26.2 (79.2)   | 21.3 (70.3)   | 17.2 (63.0)   | 35.3 (95.5)     |
| 일평균 최고 기온 °C (°F)                                     | 1.8 (35.2)    | 2.4 (36.3)    | 6.3 (43.3)    | 12.7 (54.9)   | 17.8 (64.0)   | 20.8 (69.4)   | 24.1 (75.4)   | 25.8 (78.4)   | 23.2 (73.8)   | 17.6 (63.7)   | 10.9 (51.6)   | 4.4 (39.9)    | 14.0 (57.2)     |
| 일일 평균 기온 °C (°F)                                       | −1.2 (29.8)   | −0.9 (30.4)   | 2.3 (36.1)    | 7.6 (45.7)    | 12.5 (54.5)   | 16.1 (61.0)   | 20.1 (68.2)   | 21.8 (71.2)   | 18.7 (65.7)   | 12.7 (54.9)   | 6.8 (44.2)    | 1.2 (34.2)    | 9.8 (49.7)      |
| 일평균 최저 기온 °C (°F)                                     | −4.9 (23.2)   | −4.9 (23.2)   | −2.0 (28.4)   | 2.8 (37.0)    | 7.8 (46.0)    | 12.2 (54.0)   | 16.9 (62.4)   | 18.4 (65.1)   | 14.2 (57.6)   | 7.2 (45.0)    | 2.1 (35.8)    | −2.5 (27.5)   | 5.6 (42.1)      |
| 역대 최저 기온 °C (°F)                                       | −22.1 (−7.8)  | −22.4 (−8.3)  | −18.8 (−1.8)  | −9.6 (14.7)   | −2.8 (27.0)   | 1.8 (35.2)    | 6.1 (43.0)    | 9.0 (48.2)    | 1.9 (35.4)    | −2.9 (26.8)   | −9.6 (14.7)   | −17.9 (−0.2)  | −22.4 (−8.3)    |
| 평균 강수량 mm (인치)                                        | 102.2 (4.02)  | 86.8 (3.42)   | 85.3 (3.36)   | 78.7 (3.10)   | 98.3 (3.87)   | 95.1 (3.74)   | 129.5 (5.10)  | 171.8 (6.76)  | 163.8 (6.45)  | 120.8 (4.76)  | 114.9 (4.52)  | 110.5 (4.35)  | 1,357.7 (53.45) |
| 평균 강설량 cm (인치)                                        | 121 (48)      | 104 (41)      | 61 (24)       | 4 (1.6)       | 0 (0)         | 0 (0)         | 0 (0)         | 0 (0)         | 0 (0)         | 0 (0)         | 10 (3.9)      | 66 (26)       | 366 (144.5)     |
| 평균 강수일수 (≥ 1.0 mm)                                     | 17.6          | 14.8          | 13.4          | 10.7          | 10.3          | 8.2           | 9.2           | 9.9           | 10.2          | 11.6          | 14.6          | 16.4          | 146.9           |
| 평균 강설일수 (≥ 1 cm)                                       | 20.7          | 17.3          | 10.6          | 1.1           | 0             | 0             | 0             | 0             | 0             | 0             | 2.4           | 11.8          | 63.9            |
| 평균 상대 습도 (%)                                           | 74            | 73            | 71            | 70            | 76            | 83            | 86            | 85            | 82            | 77            | 74            | 74            | 77              |
| 평균 월간 일조시간                                           | 67.7          | 88.2          | 141.3         | 184.7         | 196.9         | 163.6         | 131.5         | 139.0         | 145.0         | 150.7         | 98.3          | 70.6          | 1,577.5         |
| 출처: 일본 기상청 (평년값: 1991년~2020년, 극값: 1935년~현재) |               |               |               |               |               |               |               |               |               |               |               |               |                 |

### 인접한 자치체
- 시모키타군 오마정, 히가시도리촌, 가자마우라촌, 사이촌
- 가미키타군 요코하마정

## 역사
무쓰시는 1959년 9월 1일에 시모키타군 다나부정(田名部町)과 오미나토정(大湊町)이 합병해 성립하였다. 다나부는 에도 시대에 모리오카번의 대관소가 놓여 있었다. 보신 전쟁 후에 패배한 아이즈번의 기존 영지를 몰수하고 이곳에 재정착하게 하였다. 오미나토는 항구 도시로 오미나토 경비대의 본거지였고 제2차 세계 대전이 끝날 때까지는 일본 제국 해군의 기지가 있었다. 기지 시설은 연합군 점령기에 미국 해군이 사용하였고 현재는 해상자위대가 사용하고 있다.
새로 성립된 도시는 원래 두 정의 이름을 합쳐 오미나토타나부시(大湊田名部市)로 불렸다. 이 이름은 1960년에 무쓰로 바뀌었다. 이때 과거 현대의 도호쿠 지방 대부분을 포함하고 있던 무쓰국(陸奥国)과의 혼동을 피하기 위해 히라가나 이름인 무쓰(むつ)를 채택하였다.
2005년 3월 14일에 시모키타군 가와우치정, 오하타정, 와키노사와촌을 편입했다.

## 경제
무쓰시의 경제는 주로 농업, 임업, 어업에 크게 의존하고 있으며 무쓰만에서는 특히 갖비 조개가 많이 잡힌다. 도시에는 또한 일본 원자력 연구개발 기구의 다양한 시설들이 입지해 있고 일본 최초의 원자력선인 무쓰가 출항한 곳이기도 하다.

## 교통

### 철도
- 동일본 여객철도 오미나토선

### 도로
- 국도 279호선
- 국도 338호선